# Notre-Dame-de-la-Victoire (Saint-Raphaël)

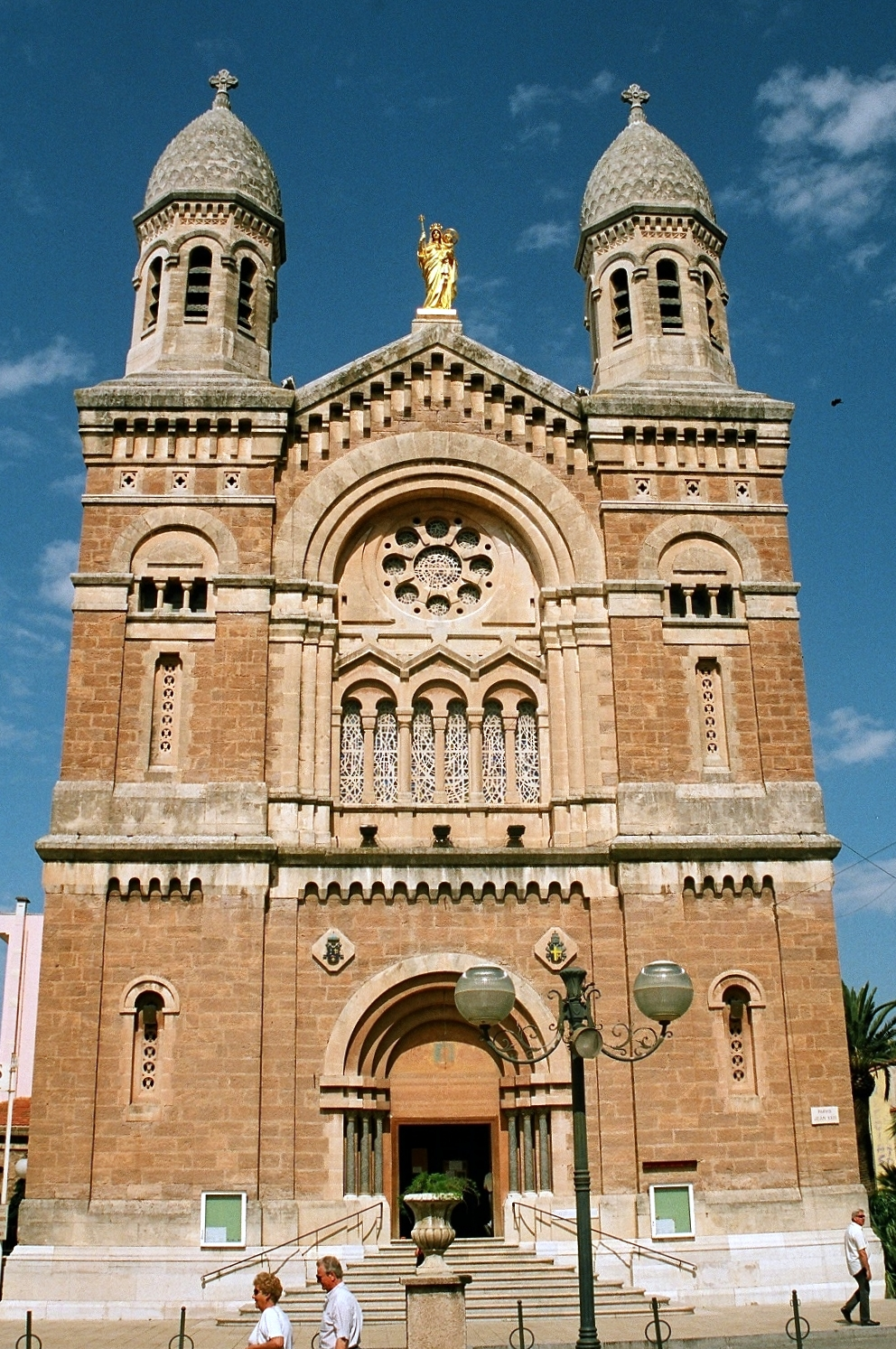
Notre-Dame, Portalfassade von Osten

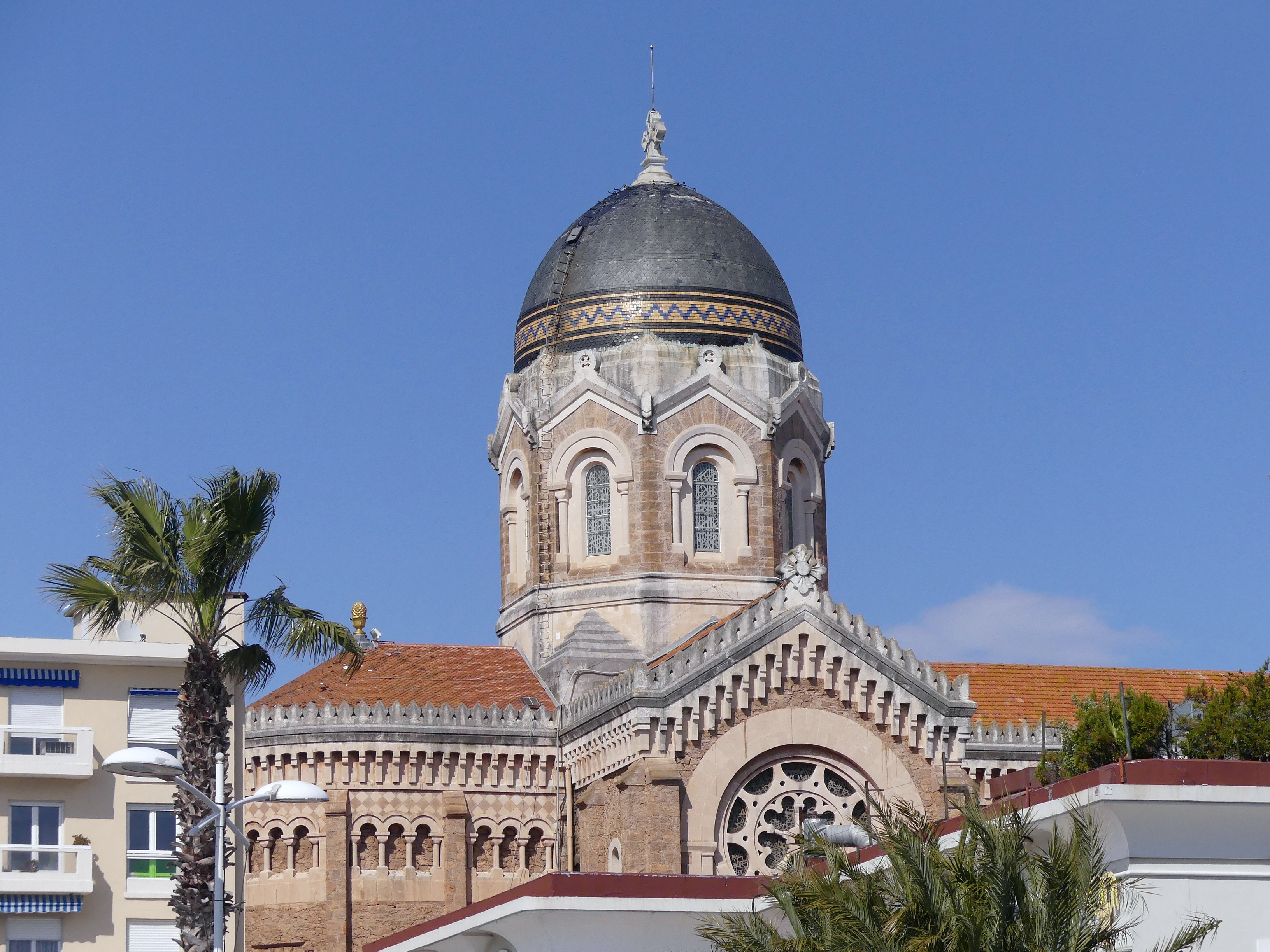
Vierungskuppel von Süden

Die Kirche Notre-Dame-de-la-Victoire ist eine römisch-katholische Basilika und Pfarrkirche in Saint-Raphaël im Bistum Fréjus-Toulon in Frankreich.

## Geschichte
Als in den 1870er und 1880er Jahren der fähige Bürgermeister und Ingenieur Félix Martin (1842–1899, Bürgermeister 1878–1895) nach dem Vorbild von Nizza und Cannes das Fischerdorf Saint-Raphaël in eine moderne Touristenmetropole umwandelte, gehörte dazu auch die Errichtung einer angemessenen Kirche in Strandnähe. Die Planung wurde seinem Lyoner Freund Pierre Aublé (1842–1925) anvertraut, der von 1883 bis 1887 im romanisch-byzantinischen Stil der Zeit die Kirche Notre-Dame-de-la-Victoire (deutsch: Maria vom Siege mit Bezug auf die Seeschlacht von Lepanto) erbaute. Dabei hatte Aublé, der als Sohn einer Griechin in der Stadt Rhodos aufgewachsen war, das Vorbild der dortigen Kirche Maria vom Siege vor Augen. Die feierliche Einweihung nahm am 14. April 1888 Bischof Frédéric-Henri Oury vor.
Am 14. Januar 2004 wurde die Kirche zur Basilica minor erhoben. Nach Erneuerung der Freitreppe noch im gleichen Jahr wurde am 2. Januar 2005 von Bischof Dominique Rey das Papstwappen von Papst Johannes Paul II. an der Kirchenfassade eingeweiht. 2021–2022 wurde das Kircheninnere vollständig renoviert.

## Maße und Ausstattung
Die Kirche ist eine gewestete Basilika mit Querhaus, Doppelturmfassade, Vierungskuppel und Halbkreisapsis. Sie umfasst eine Gesamtfläche von 950 m². Sie ist aus rosa Sandstein gebaut, der im nahen Estérel-Gebirge reichlich vorhanden ist. Die Kuppel hat eine lichte Höhe von 35 Metern. Die 1987 von dem Orgelbauer Yves Cabourdin gebaute neue Orgel verfügt über 43 Register (die erste Orgel stammte von Joseph Merklin). Die Kirchenfenster aus den Jahren 1954, 1960, 1974 und 1978 stammen von Gabriel Loire. Der von Claude Gruer (1923–2013) gezeichnete Hauptaltar wurde 1990 von Bischof Joseph Madec eingeweiht. Auf der Fassadenspitze steht zwischen den beiden Türmen eine vergoldete Madonnenfigur mit Jesuskind im Arm. Seit einigen Jahren ist die Fassade in der Weihnachtszeit Aufnahmefläche für erzählende Lichtprojektionen.
Der Altarraum ist seit 1956 (nach Plänen von Pierre Aublé) mit einem Fresko ausgemalt, das in Lebensgröße 12 berühmte Marienverehrer darstellt, sechs aus der Byzantinisch-orthodoxen Kirche (Ephräm der Syrer, Kyrill von Alexandria, Germanos I. von Konstantinopel, Sophronius von Jerusalem, Johannes von Damaskus und Theodor Studites), die sich um eine Abbildung von Konstantinopel scharen, und sechs aus der Römischen Kirche (Pius X., Alfons von Liguori, Louis-Marie Grignion de Montfort, Pius V., Dominikus und Bernhard von Clairvaux) mit einer Abbildung von Rom.